# فرودگاه ژوینویلی-لئارو کارنئیرو د لویولا
فرودگاه ژوینویلی-لئارو کارنئیرو د لویولا (به انگلیسی: Joinville-Lauro Carneiro de Loyola Airport) (به زبان بومی: Aeroporto de Joinville-Lauro Carneiro de Loyola) یک فرودگاه همگانی مسافربری با کد یاتا JOI است که یک باند فرود آسفالت دارد و طول باند آن ۱۶۴۰ متر است. این فرودگاه در کشور برزیل قرار دارد و در ارتفاع ۵ متری از سطح دریا واقع شده‌است.

## شرکت‌های هواپیمایی و مقصدهای پروازی
| شرکت‌های هواپیمایی     | مقصدهای پروازی        |
| --------------------- | --------------------- |
| آزول برزیلین ایرلاینز | ویراکوپوس-کامپیناس    |
| گول ایر ترنسپورت      | کونگونیاس-سائو پائولو |
| تام ایرلاینز          | کونگونیاس-سائو پائولو |